# Борчерс, Нэт
Нэт Борчерс (англ. Nat Borchers; 13 апреля 1981, Тусон, Аризона) — американский футболист, защитник, двукратный чемпион MLS.

## Клубная карьера

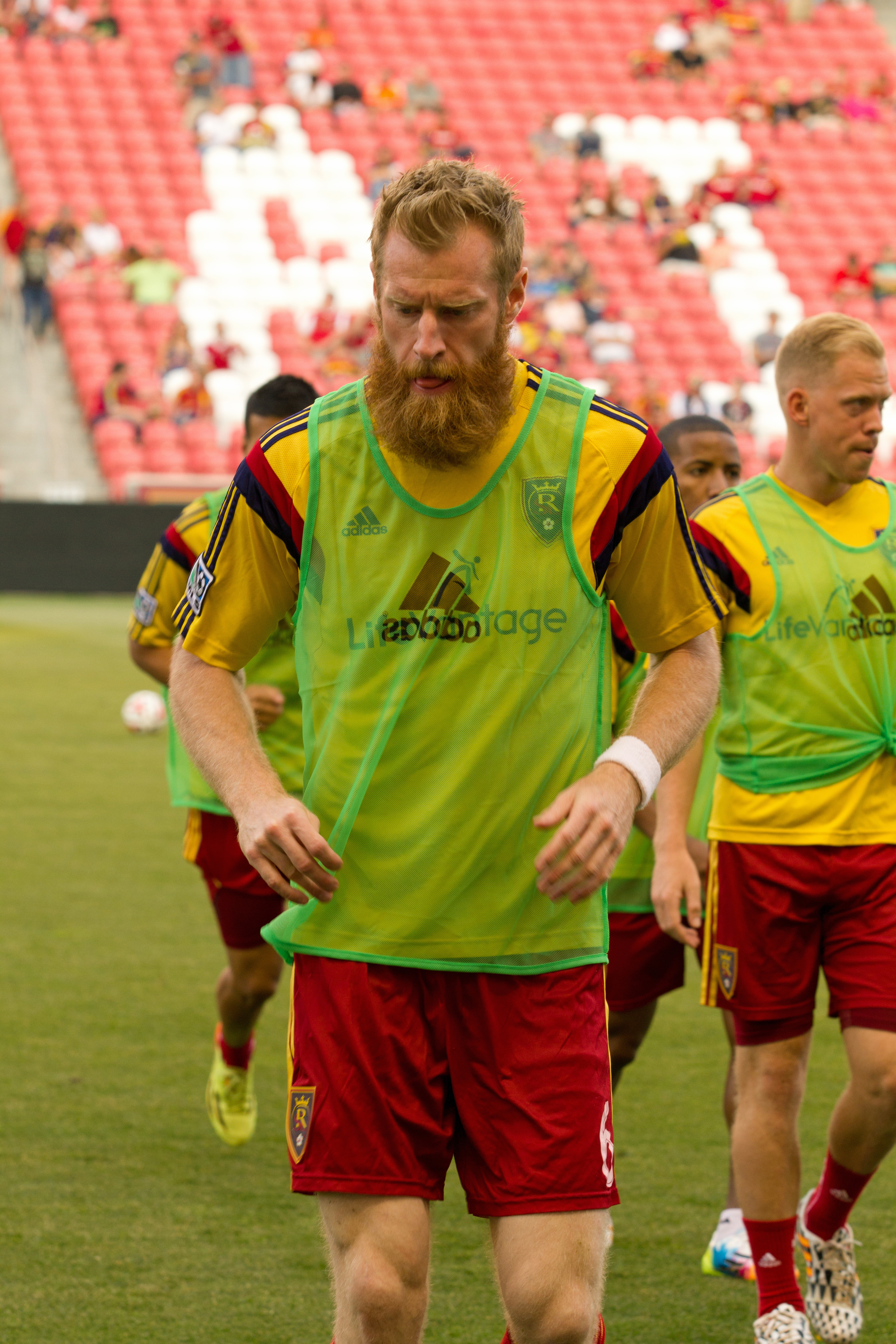
Борчерс в составе «Реал Солт-Лейк»

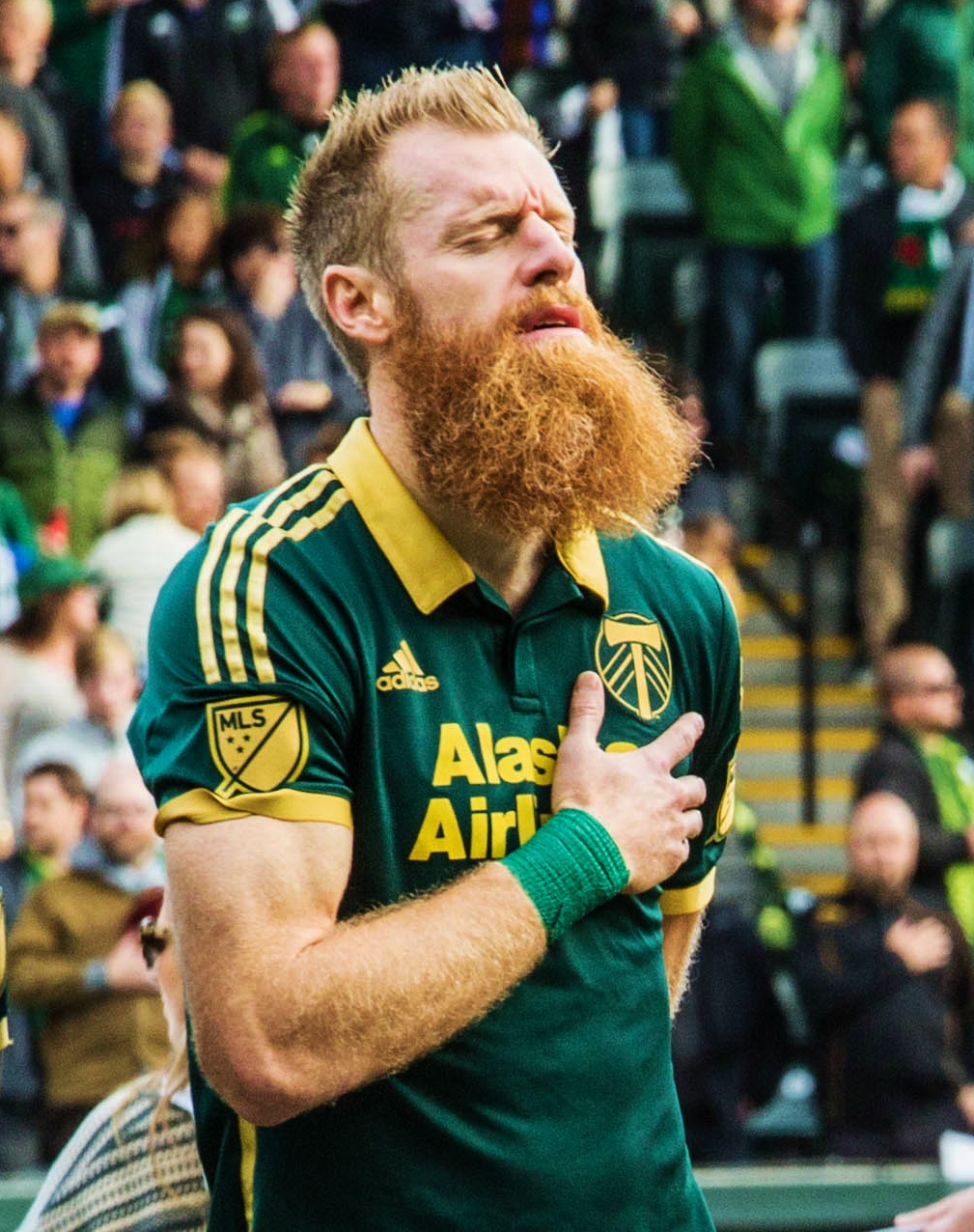
Борчерс в составе «Портленд Тимберс»

Борчерс начал играть в футбольной команде Денверского университета. Также во время учёбы он занимался баскетболом.
В 2002 году Нэт попал в молодёжную систему клуба «Колорадо Рэпидз» и через год на драфте пополнил основной состав. 25 мая 2003 года в матче против Чикаго Файр он дебютировал в MLS. 30 июня 2004 года в поединке против «Нью-Йорк Ред Буллз» Нэт забил свой первый гол за клуб.
В 2006 году Борчерс перешёл в норвежский «Одд». 17 апреля в матче против «Мольде» он дебютировал в Типпелиге. 6 мая 2007 года в поединке против «Викинга» Нэт забил свой первый гол за «Одд».
В 2008 году Борчерс вернулся в США, где подписал контракт с «Реал Солт-Лейк». 29 марта в поединке против «Чикаго Файр» дебютировал за новый клуб. 14 июня 2009 года в матче против «Лос-Анджелес Гэлакси» Нэт забил свой первый гол за новую команду. В том же сезоне он завоевал Кубок MLS. За «Реал Солт-Лейк» Нэт сыграл более 200 матчей и забил 10 голов.
В начале 2015 года он перешёл в «Портленд Тимберс». 8 марта в матче против своего бывшего клуба «Реал Солт-Лейк» Борчерс дебютировал за новую команду. 5 апреля в поединке против «Далласа» Нэт забил свой первый гол за «дровосеков». 23 ноября в полуфинале турнира против «Далласа» Борчерс забил гол. В том же году Нэт помог команде впервые в истории выиграть Кубок MLS.
2 февраля 2017 года Борчерс объявил о завершении карьеры игрока и о присоединении к телевещательной группе «Портленд Тимберс».

## Международная карьера
10 марта 2005 года в товарищеском матче против сборной Колумбии Борчерс дебютировал за сборную США, заменив в конце матча Пабло Мастроени.

## Достижения
Командные
 «Реал Солт-Лейк»
- Обладатель Кубка MLS — 2009

 «Портленд Тимберс»
- Обладатель Кубка MLS — 2015